# Open Whisper Systems
Open Whisper Systems (informeel afgekort OWS) is een softwarebedrijf dat in 2013 door Moxie Marlinspike werd opgericht in functie van de ontwikkeling van het Signal-protocol. Het bedrijf houdt zich ook bezig met de ontwikkeling van een gecodeerde communicatie-applicatie genaamd Signal. OWS wordt gefinancierd door een combinatie van giften en subsidies, en al haar producten zijn vrijgegeven als gratis en opensourcesoftware.

## Geschiedenis
In 2010 richtten beveiligingsonderzoeker Moxie Marlinspike en roboticist Stuart Anderson samen een bedrijf op genaamd Whisper Systems. Het bedrijf produceerde gepatenteerde mobiele beveiligingssoftware voor bedrijven, waaronder een gecodeerd berichtensysteem genaamd TextSecure, en een gecodeerde telefoon-app genaamd RedPhone. Ze ontwikkelden ook een firewall en gereedschappen voor het versleutelen van andere vormen van gegevens.
In november 2011 maakte Whisper Systems bekend dat ze waren overgenomen door Twitter. De financiële details van de overeenkomst zijn niet bekendgemaakt door het bedrijf. De overname werd in de eerste plaats gedaan zodat Marlinspike de toenmalige startup kon helpen met het verbeteren van hun beveiliging. Kort na de overname was de service van RedPhone niet beschikbaar. Sommigen leverden kritiek op deze verwijdering, met het argument dat de software specifiek gericht was om mensen onder repressieve regimes te helpen, en dat het mensen in "een benarde positie", zoals de Egyptenaren tijdens de Egyptische revolutie van 2011, in de steek liet.
Twitter heeft TextSecure als vrije en open-bron software onder de GPLv3-licentie uitgebracht in december 2011. RedPhone werd ook onder dezelfde licentie uitgebracht in juli 2012. Later nam Marlinspike ontslag bij Twitter en richtte hij Open Whisper Systems op als een opensourceproject dat zou werken aan de verdere ontwikkeling van TextSecure en RedPhone.